# Røde Microphones
Røde Microphones (МФА: [roʊd]), офіційно Freedman Electronics Pty Ltd, — австралійська компанія з аудіотехнологій, що спеціалізується на розробці та виробництві мікрофонів, навушників, аудіоінтерфейсів та аудіопрограмного забезпечення. Асортимент продукції компанії зосереджений на таких застосуваннях, як запис музики, запис звуку на місцях, трансляції та подкастинг, кіновиробництво та створення контенту для споживчого, продюсерського та професійного ринків.
Røde є флагманським брендом Freedman Group, яка була заснована в 1967 році як Freedman Electronics. Протягом багатьох років Freedman Group розширилася завдяки придбанню кількох аудіокомпаній, включаючи SoundField, Aphex, Event Electronics та Mackie. Штаб-квартира компанії знаходиться в Сіднеї, Австралія, і вона має глобальну присутність з офісами в ключових регіонах, включаючи Сполучені Штати та Китай. Røde експортує свою продукцію до 119 країн світу.